# Радиоактивное загрязнение территорий после Чернобыльской аварии
Первые ориентировочные карты плотности радиоактивного загрязнения территории 137Cs, 90Sr и 239,240Pu были подготовлены в июле 1986 года. В дальнейшем проводилась поэтапная детализация и уточнение карт с учетом "пятен" радиоактивного загрязнения территорий . Наибольшему радиоактивному загрязнению 134,137Cs подверглась территории Беларуси, Российской Федерации и Украины (таблица 1).
Таблица 1. Площади радиоактивного загрязнения территории Беларуси, России и Украины (тыс. км2), загрязненных 137Cs после чернобыльской аварии по состоянию на 10.05.1986 г. (официальные оценки Госкомгидромета СССР на конец 1990 г./ национальные оценки 1998—2009 г.) 
| Республика                 | Общая площадь, тыс. км2 | Плотность загрязнения, кБк×м-2 | Плотность загрязнения, кБк×м-2 | Плотность загрязнения, кБк×м-2 | Плотность загрязнения, кБк×м-2 | Всего       |
| Республика                 | Общая площадь, тыс. км2 | 37-185                         | 185-555                        | 555-1480                       | >1480                          | Всего       |
| Россия (Европейская часть) | 3800                    | 39.3/51.2                      | 5.5/5.9                        | 2.1/2.2                        | 0.31/0.46                      | 47.2/59.8*  |
| Беларусь                   | 210                     | 29.9/29.7                      | 10.2/9.4                       | 4.2/4.4                        | 2.2/2.6                        | 46. 5/46.1  |
| Украина                    | 600                     | 34.0/33.3                      | 2.0/3.6                        | 0.82/0.73                      | 0.64/0.56                      | 37.5/38.2** |

* - 65.1 тыс. км2 по оценке 2006 года
**- 42.8 тыс. км2 по данным Национального доклада 2006 года, при том, что 53 тыс. км2 отнесены к зонам радиоактивного загрязнения
В 1998 году в кооперации с Комиссией европейских сообществ был создан Атлас радиоактивного загрязнения цезием территории Европы после чернобыльской аварии .
Радиоизотопы Zr, Nb, Ru, Sb, Ce, Eu, U, Pu, Am, Cm и др. в составе частиц мелко диспергированного облученного ядерного топлива (топливных «горячих» частиц) из-за относительно высокой скорости осаждения выпали преимущественно в чернобыльской зоне отчуждения (ЧЗО). В 1997-2000 годах были построены карты загрязнения территории ЧЗО чернобыльскими радионуклидами топливной компоненты радиоактивных выпадений и уточнена величина выброса этих радионуклидов во время аварии.
К 2009 году в трех наиболее пострадавших странах были подготовлены атласы радиоактивного загрязнения территории после Чернобыльской аварии с детальным картами и описанием радиологической обстановки на региональном уровне. Эта информация приводится также на сайте http://chernobyl.info.
Из-за радиоактивного распада 241Pu  (период полураспада 14.4 года) происходит незначительное увеличение активности 241Am (период полураспада 432.6 года) в чернобыльских радиоактивных выпадениях (таблица 2), которое достигнет максимальных значений к 2056 году, но при этом не окажет значимого влияния на ухудшение радиологической обстановки на радиоактивно загрязненных территориях, определяемых  в настоящее время 90Sr и 137Cs .
Таблица 2.  Изменение активности чернобыльских альфа-излучающих радионуклидов по отношению к активности долгоживущих 239+240Pu (период полураспада 24100 и 6560 лет)
| Радионуклиды | Год  | Год  | Год  | Год  | Год  | Год  | Год  | Год  | Год  |
| Радионуклиды | 2021 | 2026 | 2031 | 2036 | 2046 | 2056 | 2076 | 2086 | 2136 |
| 239+240Pu    | 1    | 1    | 1    | 1    | 1    | 1    | 1    | 1    | 1    |
| 238 Pu       | 0.5  | 0.5  | 0.4  | 0.4  | 0.4  | 0.4  | 0.3  | 0.3  | 0.3  |
| 241Am        | 2    | 2.1  | 2.2  | 2.3  | 2.3  | 2.3  | 2.3  | 2.3  | 2.3  |
| Сумма        | 3.5  | 3.6  | 3.6  | 3.7  | 3.7  | 3.7  | 3.6  | 3.6  | 3.6  |